# بیگانه (فیلم ۱۳۹۲)
بیگانه فیلمی به کارگردانی و نویسندگی بهرام توکلی و تهیه‌کنندگی سعید ملکان محصول سال ۱۳۹۲ است.

## خلاصه داستان
داستان فیلم دربارهٔ زوجی است (امیر جعفری - مهناز افشار) که در انتظار تولد فرزند هستند. ورود خواهر ناتنی زن (پانته‌آ بهرام) مشکلاتی برای آنها به وجود می‌آورد. زن که پریشان احوال و مریض است، گذشته‌ای رازآلود دارد و در جوانی فرزندش را پس از طلاق رها کرده. مرد تمایل ندارد خواهر همسرش در خانه بماند. دوست صمیمی مرد خواستگار زن است، اما زن در نهایت به او هم دروغ می‌گوید و خانه را ترک می‌کند.

## بازیگران
- مهناز افشار
- پانته‌آ بهرام
- امیر جعفری
- هومن برق‌نورد